# Fujiwara no Uona
Fujiwara no Uona (藤原鱼名, , 721 - 783) foi um samurai membro do Ramo Hokke Fujiwara (Fujiwara do Norte) e ocupou o cargo de Sadaijin ("Ministro da Esquerda") no Daijō-kan. Era filho de Fujiwara no Fusasaki (681-737).
Clãs que se originam a partir Fujiwara no Uona foram Kondo, Shindō, Muto, Bito. Em maior número são  Sato, Gotō, Kato, Saito. Junto com Hayashi, Togashi, Takeda, Kawai, Inazu, Yuuki, Matsuda, Sano, Hatano.

## Carreira
Em 748 entra na corte imperial durante o reinado do Imperador Shōmu com a classificação de Jugoi (funcionário da Corte de quinto escalão júnior). Em 758 durante o reinado da Imperatriz Koken foi nomeado governador da província de Bitchū e em 759 durante o reinado do Imperador Junnin foi promovido à classificação Shōgoi (quinto escalão pleno) e nomeado governador da província de Kazusa. Em 761 foi classificado como Jushii (quarto escalão júnior). Em 764 durante o reinado da Imperatriz Shotoku Uona foi nomeado para o Kunai-sho (Ministério da Casa Imperial) e 765 foi classificado como Shōshii (quarto escalão pleno) e depois Jusanmi (terceiro escalão júnior), se tornando Kuge. Em 768 Uona assume a posição de Sangi (conselheiro) e Ōkura-shō (Ministro das Finanças).
Em 770, quando a imperatriz Shotoku contraiu varíola e ficou muito debilitada, Uona com a ajuda de Nagate, Yoshitsugu e Momokawa, convenceram a imperatriz a abdicar em favor do príncipe imperial Shirakabe (futuro imperador Konin) e não em favor do monge budista Dōkyō, que recebeu grande poder político graças à devoção da imperatriz moribunda.
Quando o imperador Konin ascendeu ao trono, Uona foi nomeado governador da província de Tajima e foi classificado como Shōsanmi (terceiro escalão pleno). Em 771  foi nomeado Dainagon e em 774 foi nomeado Nakatsukasa-shō (Ministro dos Assuntos internos) e como Konoe taishō (Comandante geral) do Konoefu (Guarda do Palácio).
Em 777 Uona foi promovido para Junii (segundo escalão júnior). e nomeado Dazai no sochi (Comandante do Dazaifu), em 779 foi nomeado Naidaijin.
Tendo morrido o Imperador Kōnin e ascendido o Imperador Kanmu em 781, Uona é promovido diretamente a Sadaijin sem renunciar ao cargo de dazai no sochi. No entanto, em 782, devido ao incidente de Higaminokawatsugu, uma tentativa fracassada de revolta civil, foi coletivamente apontado, assim como vários membros da Corte como conspiradores, junto com três de seus filhos. Isto causou a renúncia de Uona como Sadaijin e foi demitido do Dazaifu . Quando retornou à capital em 783, Uona ficou doente e morreu.
Após sua morte, o Imperador Kanmu ordenou um edito que postumamente absolveu Uona do incidente, e restaurou-o à posição de Sadaijin.
Um de seus filhos foi Fujiwara no Fujinari.